# Hung Up
„Hung Up“ е поп-денс песен изпълнявана от
американската певица Мадона. Песента е написана от нея заедно със Стюарт Прайс и е базирана върху семпъл, написан от Бьорн Улвеус и Бени Андершон (от ABBA) за песента от 1979 „Gimme! Gimme! Gimme! (A Man After Midnight)“. Песента е издадена през 2005 и влиза в албума „Confessions on a Dance Floor“. Достига до №1 в класациите на Австралия, Канада, Италия, Франция и Обединеното кралство и още над 40 други държави. Песента намира място и в сет-листа за турнето „Confessions Tour“ – тя е закриващата за всеки концерт.
Песента, отначало планирана като част от мюзикъл, по който Мадона е работила, е вдъхновена от звученето на 70-те – ерата на диското. Поради строгата „политика“ на ABBA, Мадона е едва вторият артист, на който те са разрешили да ползва семпъл от тяхна песен. През 2007 година Hung Up ще влезе в новата книга за рекорди на Гинес за песен дебютирала под номер 1 в най-много държави.

## Предистория и поява
„Hung Up“ е вдъхновена от диско ерата на 70-те, а именно АВВА, Джорджо Мородер и филма Треска в събота вечер (1977). Мадона си представя песента като кръстоска между музиката на Дансетерия, нюйоркския нощен клуб посещаван често от нея в нейните ранни години, и музиката на АВВА. Техния хит от 1979 „Gimme! Gimme! Gimme! (A Man After Midnight)“ оформя основата на песента. Авторите на песни Бени Андершон и Бьорн Улвеус по принцип не позволяват използване на семпли от техни произведения, като единственото изключение дотогава са били The Fugees, които използват семпъл от „The Name of the Game“ за техния сингъл „Rumble in the Jungle“. За да се сдобие с права да семплира „Gimme! Gimme! Gimme!“, Мадона изпратила емисар в Стокхолм с писмо, в което ги умолява да ѝ позволят да използва песента им и също така написва колко много обича тяхната музика. Тя споделя в ефира на телевизионния канал BBC че, "Те никога не позволяват на някого да използва семпли от тяхната музика. Благодаря на Господ, че не казаха не. [...] Те трябваше да го обмислят, Бени и Бьорн. Не казаха да веднага". Двамата се съгласили да позволят на Мадона да използва семпъл, само след като направят споразумение за авторски права, което да им даде право на значителен дял от хонорара от бъдещи продажби и излъчване на сингъла. Андершон, в интервю за The Daily Telegraph през октомври 2005, заявява, че „Gimme! Gimme! Gimme!“ е същността на „Hung Up“, докато се шегува, че това било най-любимото му парче на Мадона дотогава. По-късно казва че,
```
„получаваме толкова много молби от хора, искащи да използват нашите песни, като обикновено казваме не. Това е само втория случай,
```

в който даваме позволение. Този път казахме да, защото уважаваме Мадона много и винаги сме го правили. Тя има кураж и се подвизава вече 21 години. Това никак не е зле.“
Песента прави премиера през септември 2005, по време на телевизионна реклама на съвместимия с iTunes мобилен телефон ROKR на Моторола. Рекламата представя Мадона и други изпълнители наблъскани в телефонна будка. На 17 октомври 2005, песента прави премиера по време на 10 минутно радио интервю с Мадона. Става достъпно и като рингтон от различни мобилни оператори. Песента е включена в епизоди на „От местопрестъплението: Маями“ и „От местопрестъплението: Ню Йорк“, съответно на 7 и 9 ноември 2005. Докато промотира Confessions on a Dance Floor, Мадона пуска „Hung Up“ и следващия сингъл „Sorry“ в нощни клубове из Ню Йорк, където влиза в ролята на DJ и ремиксира песните. Що се отнася до нейното решение да пусне песента чрез iTunes, Мадона казва,
```
„Аз съм бизнесдама. Музикалната индустрия се променя. Има голямо съревнование и пазара е наводнен от нови рилийзи (...).
```

Трябва да обединиш сили с други марки и корпорации. Би бил идиот ако не направиш това.“

## Чарт
„Hung Up“ достига номер едно в Австралия, Австрия, Аржентина, Белгия, Бразилия, България, Великобритания, Германия, Дания, Естония, Израел, Индонезия, Ирландия, Испания, Италия, Канада, Китай, Колумбия, Латвия, Ливан, Литва, Люксембург, Северна Македония, Малта, Мексико, Нидерландия, Норвегия, Полша, Португалия, Румъния, Русия, Словения, Сърбия, Турция, Украйна, Унгария, Фарьорски острови, Филипини, Финландия, Франция, Хондурас, Хонг Конг, Черна гора, Чили, Швейцария, Швеция, и Япония, общо 44 страни и територии.
| Чарт (2005)     | Върхова позиция |
| --------------- | --------------- |
| Аржентина       | 1               |
| Австрия         | 1               |
| Австралия       | 1               |
| Бразилия        | 1               |
| Канада          | 1               |
| Чили            | 1               |
| Китай           | 1               |
| Колумбия        | 1               |
| Чехия           | 1               |
| Европейски съюз | 1               |
| Полша           | 1               |
| Финландия       | 1               |
| Франция         | 1               |
| Германия        | 1               |
| Хонг Конг       | 1               |
| Унгария         | 1               |
| Италия          | 1               |
| Израел          | 1               |
| Ирландия        | 1               |
| Япония          | 1               |

| Чарт (2006)                | Върхова позиция |
| -------------------------- | --------------- |
| Латвия                     | 1               |
| Мексико                    | 1               |
| Гърция                     | 2               |
| Нова Зеландия              | 2               |
| Нидерландия                | 1               |
| Перу                       | 1               |
| Полша                      | 1               |
| Португалия                 | 1               |
| Филипини                   | 1               |
| Румъния                    | 1               |
| Русия                      | 1               |
| Испания                    | 1               |
| Швеция                     | 1               |
| Турция                     | 1               |
| Украйна                    | 1               |
| Великобритания             | 1               |
| Обединени Арабски Емирства | 1               |
| САЩ Billboard Hot 100      | 7               |
| САЩ Dance/Club Play        | 1               |
| България                   | 1               |
| United World Chart         | 1               |

### Worldwide sales
| Страна                    | Продажби                                                                |
| ------------------------- | ----------------------------------------------------------------------- |
| Австралия (платинен)      | 70 000 (продажба на сингли)                                             |
| Дания (3 x платинен)      | 5000 (дигитални продажби)                                               |
| Франция (диамантен)       | 900 000 (продажба на сингли + дигитални продажби)                       |
| Германия (4 x платинен)   | 590 000 (продажба на сингли)                                            |
| Италия (2 x платинен)     | 240 000 (дигитални продажби: 120 000; продажба на макси сингли: 40 000) |
| Япония (2 x платинен)     | 700 000 (дигитални продажби)                                            |
| Швеция (2 x платинен)     | 90 000 (продажба на сингли)                                             |
| САЩ (златен)              | 980 000 (дигитални продажби: 851 000; продажба на макси сингли: 43 000) |
| Великобритания (платинен) | 800 500 (продажба на сингли + дигитални продажби)                       |
| Общо в световен мащаб     | 11.2 милиона                                                            |